# 小嶋千鶴子
小嶋 千鶴子（こじま ちづこ、出生時の戸籍名は岡田 千鶴子（おかだ ちづこ）、1916年〈大正5年〉3月3日   - 2022年〈令和4年〉5月20日）は、日本の実業家。
イオンの前身であるジャスコの創設者で、イオングループの共同創業者。イオン株式会社名誉顧問などを歴任した。

## 経歴

### 生い立ち
1916年（大正5年）3月3日に三重県四日市市に生まれる。父は岡田惣一郎で母は岡田（旧姓・美濃部）田鶴。夫妻の第二子で、5人きょうだい（一男四女）の二女であった。千鶴子の後にも2人続けて女子が誕生したことから、5人目も女子なら家系を絶やさぬよう婿養子を迎えることを検討していたが、5人目で男子の卓也が誕生した。千鶴子が誕生した時は血縁関係の父方の祖父の岡田惣七（婿養子に入る前の旧姓が前田末吉）と四日市岡田家の家系の祖父の岡田惣右衛門の2人の四日市岡田家の祖父が存命中であり、2人の祖父からかわいがられて教育された。祖父の影響で日本の植民地統治下であった朝鮮半島や満州などの外地に興味関心があった。老舗呉服店の岡田屋ではあったが、店内に呉服以外に洋服部もあり、千鶴子は5歳の時から洋服を着ていた。

### 岡田屋の改革
岡田惣一郎夫妻は呉服店から株式会社化して企業組織を創設した。1927年に父の惣一郎は死去した。経営を引き継いた母の田鶴は惣一郎の理念を踏襲して、従来の座売り方式から立ち売り陳列方式に変更する革新的な経営方針をとった。夏には四日市市民のためにコンサートを開催した。

### 経営者への就任
千鶴子は1933年に四日市高等女学校（現在の三重県立四日市高等学校）を卒業した。女学校時代は陸上競技の短距離選手であり、小林多喜二や宮本百合子のプロレタリア文学に没頭していた。東京の大学への入学が決まっていたが、世界恐慌で四日市市内の銀行が倒産して親への教育依存ができず進学を断念した。
1935年に母の田鶴が死去した。千鶴子や岡田家の姉弟に株式会社の岡田屋呉服店が残された。家業的商店経営から株式会社化した岡田屋の従業員の生活を千鶴子が支える形となる。
日中戦争中に千鶴子は津市の全寮制の愛国家庭寮に入学した。愛国婦人会幹部候補生を育成する機関で三重県知事夫人が寮長であった。
1939年（昭和14年）に株式会社岡田屋呉服店の代表取締役に23歳で就任する。これはそれまで経営の陣頭にいた姉が死去したためだった。料理・生け花教師の弟で、8歳年上の画家の小嶋三郎一と婚約したが、民法をはじめとした当時の日本の法律では有夫の婦人は夫の承諾がないと契約できないことや、夫や弟が戦死する可能性から、結婚を先延ばしした。その後、弟の卓也が早稲田大学を卒業して四日市岡田家の当主となったため、30歳で千鶴子は結婚した。また社長も卓也に交代している。その直前の1946年1月、千鶴子は第一次世界大戦後のドイツで起きたハイパーインフレの知識から大量の衣料品や日用品を仕入れ、新円切替後にそれを売りさばいて（通用可能な）新円を確保し、資産の目減りを防いだ。
1954年に岡田屋の監査役に就任した。30歳代の頃にアメリカ合衆国のショッピングセンターを見たいという思いを抱き、45歳となった1961年に若手経済学者とともに1か月間のアメリカ小売業の視察旅行を実現させる。
1969年（昭和44年）に本格的なスーパーマーケットのジャスコを設立すると、その取締役に就任した。1971年には、ヨーロッパの新しい労働時間制度を研究するためのツアーで、ドイツにおけるフレックスタイム制の母と呼ばれるケメラーと会い、労働組合の反対を押し切って、女性が勤務時間を選べるパートタイム制度を導入した。また、業界初となる企業内大学のジャスコ大学を創設して、労働法・賃金論・国際情勢の権威を学長・教授として迎え、高等学校卒業の社員に対して心理学から文学までの幅広いビジネス教育を行った。3社合併で誕生したジャスコに出身企業の違いによる人事の摩擦がほとんど生じなかったのは、千鶴子が実施した社内教育の功績であるという評価がイオン関係者からなされている。
千鶴子は著書『あしあと』において、「感激は資産になる」と記している。
1976年（昭和51年）に60歳の定年制度を実践し、ジャスコ株式会社の経営から離れた。

### 退任後
2001年（平成13年）にイオン株式会社の名誉顧問に就任。
2003年に個人美術館のパラミタミュージアムを開館した。パラミタは般若心経の『波羅蜜多』に由来している。
2005年3月、パラミタミュージアムを岡田文化財団に寄贈する。
2007年1月、個展をパラミタミュージアムにて開催した。
2016年（平成28年）に満100歳の誕生日を迎えた。同年8月25日に、居住する菰野町長が訪問して「一番の思い出は」と質問した際には「20歳で仕事を継いで60歳まで働いて」と述べた。
2022年（令和4年）5月20日、老衰のため死去。106歳没。
死去から約2か月後の7月26日、四日市市内のホテルで「小嶋千鶴子さんを偲ぶ会」が開かれ、実弟の岡田卓也をはじめ約1000人が参列した。

## 人物
千鶴子の読書歴は長く、戦前から『エコノミスト』を購読して『販売改革』・『経営情報』・『アジアと日本』・『経済論壇』・『ドラッカーの経営学説の研究』など新しい著作が出版される度に必ず読んでいた。元岡田文化財団事務局長の東海友和によると、誰に対しても「あんた、今何の勉強してるの？」「何の本読んでるのや？」「今年の目標、何なん？」と話しかける癖があり、相手が読んでいる本によっては「そんなつまらん本読んどったらあかんわ」と、自分の持っている「面白い本」を「読んでみ」と渡すこともあったという。また、日頃財布を持参せず、金銭は服のポケットに入れていたという。社内の人事に精通していた千鶴子は、従業員の仕事の「手抜き」を許さず、「あんた、会社を潰す気か!」と叱りつけた。しかし指摘は的確だったため、従業員からは親しみを込めて「チーちゃん」「小嶋さん」と呼ばれていた。
ファーストリテイリング創業者の柳井正は大学卒業後に（合併で）発足したばかりのジャスコに入社し、当初は千鶴子に「うるさい人」という印象を抱きながらも、9か月後に自発的に退社する際千鶴子にだけ理由を書いた手紙を出した。後年千鶴子の著書などを読んでその考え方に共感し、訃報に接して「本当にすごい人だった」と評した。またセブン&アイ・ホールディングス名誉顧問の鈴木敏文は、ヨーカ堂（イトーヨーカドーの前身）に入社後、ジャスコから多店舗展開での組織のあり方を学ぼうとした際に千鶴子から指南を受け、「当時、同業他社の中で私が一番、小嶋さんと会っていた」と述べている。
地域活動では「四日市婦人ロータリー」「くぬぎの会」や「フォーラム四日市」など、四日市市内の女性経営者の勉強会や読書会を実施した。
退職後に73歳から始めた陶芸は3000個を作る目標を85歳で達成した。作品の写真集の『ゆびあと』も出版している。

## 親族
父は四日市岡田家6代目当主の惣一郎。弟はイオン創業者の卓也。甥にイオン社長の元也と衆議院議員の克也と新聞記者の高田昌也がいる。甥の克也の息子に科学者がいる。
夫は洋画家の小嶋三郎一で、1997年（平成9年）に死去した。

## 著書
- 小嶋千鶴子『あしあと(社内文書）』求龍堂、1977年7月1日。
  - 小嶋千鶴子『あしあと(社内文書）』（2版）求龍堂、2003年11月1日。
- 小嶋千鶴子『ゆびあと』求龍堂、2001年3月。
- 小嶋千鶴子『ゆびあと2』求龍堂、2003年11月1日。
- 小嶋千鶴子『ゆびあと3』求龍堂、2009年3月1日。
- 小嶋千鶴子『ゆびあと4 陶人形』撮影:山崎兼慈、求龍堂、2011年3月1日。
- 小嶋千鶴子『ゆびあと5 陶人形』撮影:畠山崇、求龍堂、2012年。
- 小嶋千鶴子『ゆびあと6 小嶋千鶴子作品集』撮影:山崎兼慈、求龍堂、2018年3月1日。
- 小嶋千鶴子『作陶』撮影:南川三治郎、美術出版社、2007年3月15日。ISBN 978-4568103601。